# Bergojepark
Het Bergojepark (Frans: Parc du Bergoje) is een park in Oudergem in het Brussels Hoofdstedelijk Gewest. Het park bestaat uit natte weilanden en een beboste helling en kadert in het netwerk van Brusselse groene zones, in het verlengde van het Rood-Klooster (Frans: Rouge-Cloître) en het Zoniënwoud waar het ooit deel van uitmaakte. Het gebied wordt ook door Natura 2000 beschermd als habitatrichtlijngebied (onderdeel van het Zoniënwoud met bosrand en aangrenzende bosgebieden en Woluwevallei).

## Geschiedenis
Het Bergojepark werd van het Zoniënwoud afgescheiden in 1729 door de aanleg van de Waversesteenweg (tussen Brussel en Waver). De Bergoje (Berg + oje = huis) is een van de oudste bewoonde gebieden van Oudergem. Op de Ferrariskaart van rond 1770 is te zien dat de Bergoje de Woluwevallei domineerde en dat de Roodkloosterbeek omzoomd werd door grote vijvers en het gebied volledig bebost was.
De vijvers werden geleidelijk gevuld zodat er natte weilanden ontstonden. De Woluwe en Roodkloosterbeek werden overwelfd door de verstedelijking. In het noorden van het gebied stond in het begin van de twintigste eeuw de Bruyèrevilla die in 1986 werd afgebroken en waar de Bergagewijk ontstond. De lager gelegen gebieden werden niet ontwikkeld, waarschijnlijk wegens het moerasachtig karakter. In 1994 werd dit gebied als Bergojepark beschermd door het Brussels instituut voor milieubeheer om de natuurlijke elementen te kunnen bewaren.

## Fauna en flora
Het park heeft een uitgesproken reliëf met in het zuiden een bosrijke helling. Aan de randen staan kastanjes, eiken en beuken en men vindt er ook Robinia's, esdoorns en essen en enkele witte paardenkastanjes. Er groeien ook struiken zoals hulst en vlier.
Onderaan de dijk ligt het dal van de Roodkloosterbeek. De beek ontspringt in het Zoniënwoud in Tervuren, loopt door het Rood-Klooster, langs de Bergoje en eindigt in de Woluwe, onder de Jacques Bassemstraat. Het open gedeelte van de rivier zorgt voor een specifieke biotoop in het park, met bomen en struiken zoals iep, vlier, esdoorn en populier en een weelderige vegetatie.
Er loopt een pad langs de rivier tussen de Jacques Bassemstraat en de Vorstlaan. Een andere weg wijkt af naar links en gaat via een trap naar de Bergage. Enkele paden over de heuvel doorkruisen het gebied van onder naar boven.
De derde biotoop van het park bestaat uit moeraslanden die de Roodkloosterbeek voeden, kleine stroompjes, een vijver en typische moerasvegetatie omringd door elzen en eikenbomen. Vanaf een platform kan men het moeras observeren. Er kunnen roodwangschildpadden, kikkers en verschillende soorten eenden worden waargenomen.
De beboste helling is een stuk dat vroeger bij het Zoniënwoud hoorde, met zomereik, beuk, kastanje en een mix van andere soorten en de grond is bedekt met klimop. Er bloeit Anemone sylvestris en lelietje-van-dalen en een gemengde vegetatie van gewone veldbies en beuk is een eigenaardigheid van deze plaats. Op de top van de helling domineert een rij grote kastanjes het landschap.